# En concert (Dan Ar Braz et l'Héritage des Celtes)
Pour les articles homonymes, voir En concert.
Albums de Dan Ar Braz et L'Héritage des Celtes
Héritage Des Celtes
(1994) Finisterres
(1997)
En concert est un album enregistré en public par Dan Ar Braz et les 50 musiciens de l'Héritage des Celtes, paru le 11 novembre 1995 chez Columbia.

## Histoire
L'album live est enregistré le 31 mai 1995, lors du concert à la salle omnisports de Rennes. Le concert est filmé et la vidéo cassette se vend à 20 000 exemplaires. L'album est récompensé aux Victoires de la musique en 1996, en direct du Palais des Congrès à Neuilly sur France 2. Dans la catégorie « musiques traditionnelles », Alan Stivell et I Muvrini étaient aussi en compétition. Après l'annonce du résultat par Khaled, le bagad Kemper et Dan Ar Braz effectuent une prestation devant les millions de téléspectateurs.

## Caractéristiques artistiques
Le live reprend six morceaux du premier album mais propose également sept chansons originales : Ailein Duinn, issu du film Rob Roy; La Blanche Hermine, une chanson de Gilles Servat qu'il interprète lui-même, suivie d'Eleanor, une autre de ses chansons; Kopanitza, un instrumental traditionnel, Enez Eusa et Ker Ys, des chansons interprétées par Yann Fanch Kemener tirées d'un de ses albums et Left in Peace chantée par Karen Matheson et Elaine Morgan. Les derniers morceaux (Green Lands, Call to the Dance, Borders of Salt, Left in Peace) sont des compositions de Dan Ar Braz qui participent au succès du projet.

## Fiche technique

### Liste des titres
| No  | Titre                                   | Interprètes                         | Durée |
| --- | --------------------------------------- | ----------------------------------- | ----- |
| 1.  | Spike Island Lasses / The Flogging Reel |                                     | 4:07  |
| 2.  | Language of the Gaels                   | Karen Matheson                      | 4:11  |
| 3.  | Ailein Duinn (Dark Alan)                | Karen Matheson                      | 3:03  |
| 4.  | La blanche hermine                      | Gilles Servat                       | 4:20  |
| 5.  | Eleanor                                 | Gilles Servat                       | 4:06  |
| 6.  | Suite de Kopanitza                      |                                     | 2:39  |
| 7.  | Enez Eusa                               | Yann-Fañch Kemener & Didier Squiban | 6:08  |
| 8.  | Green Lands                             |                                     | 4:49  |
| 9.  | Ker Ys                                  | Yann-Fañch Kemener                  | 5:00  |
| 10. | Call to the Dance                       |                                     | 3:51  |
| 11. | Borders of Salt                         | Elaine Morgan                       | 6:45  |
| 12. | Left in Peace                           | Karen Matheson & Elaine Morgan      | 7:06  |

### Crédits

#### Musiciens
- Karen Matheson : chant
- Elaine Morgan : chant
- Yann-Fanch Kemener : chant
- Gilles Servat : chant
- Dan Ar Braz : guitares électriques et acoustiques
- Donal Lunny : bouzouki, bodhran, guitare acoustique, vocaux
- Noël Bridgeman : percussions
- Ronan Browne : flûte, tin whistle, low whistle, uillean pipes
- Nollaig Casey : fiddle
- Ray Fean : batterie
- Patrig Molard : biniou koz, cornemuse
- Eoghan O'Neill : basse
- Jacques Pellen : guitare 12 cordes
- Erwan Ropars : cornemuse en do
- Donald Shaw : claviers, vocaux
- Didier Squiban : piano
- Jean-Michel Veillon : flûte
- Jean-Louis Henaff : bombarde

avec
- Bagad Kemper : bombarde, cornemuses, batterie écossaise
- Shotts Pipe Band : cornemuses, batterie écossaise